# Podatność na sytuację kryzysową
Podatność na sytuację kryzysową (ang. vulnerable to disasters) – zespół cech danej osoby lub grupy, a także sytuacji w jakiej się znajdują, na ich zdolność do prognozowania, zapobiegania, radzenia sobie w trudnej sytuacji, a także odradzania się po wystąpieniu naturalnych ryzyk.
Złe przygotowanie na sytuację kryzysową może zwiększyć podatność na kryzys. W sytuacji, gdy sygnały ostrzegawcze są ignorowane albo bagatelizowane przez osoby lub grupy narażone na kryzys, to wtedy wzrasta ich podatność na kryzys. Odpowiednie zaś wykorzystanie i rozpoznanie sygnałów, jak również aktywne doń podejście pozwala na skuteczne przygotowanie się na sytuację kryzysową. Wykazano, że w biznesie, im mniejsze jest przedsiębiorstwo, tym większa jego podatność na kryzys, a za najbardziej podatne na kryzysy (według Institute for Crisis Management) uchodzą (w ramach sektora małych i średnich przedsiębiorstw) następujące gałęzie przemysłu: żywnościowa, energetyczna, samochodowa, transportowa, bankowa, ubezpieczeń i usług finansowych, edukacyjna, administracji państwowej, farmaceutyczna, opieki zdrowotnej oraz handlu detalicznego (dane za 2015).